# Pierre-François Percy

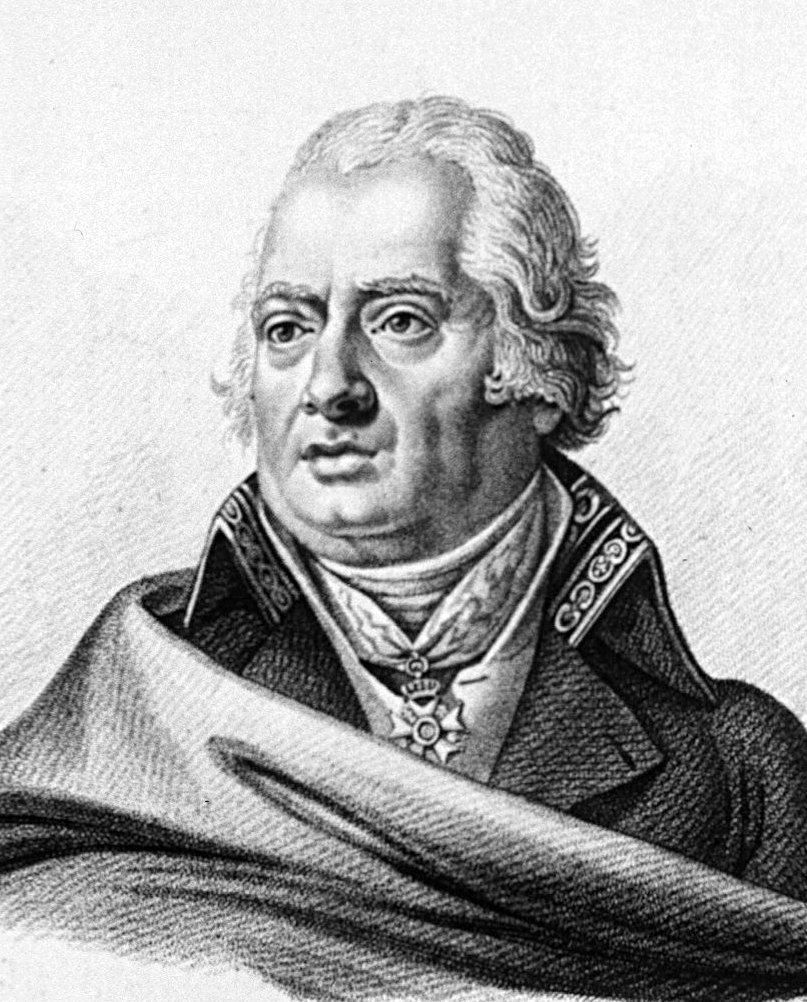
Pierre-François Percy

Pierre-François Percy, född 28 oktober 1754 i Montagney, departementet Haute-Saône, död 10 februari 1825 i Paris, var en fransk baron och militärläkare. 
Percy var generalinspektör och chef för det franska militära medicinalväsendet. Han visade stor skicklighet vid organiserandet av fältsjukhus samt konstruerade de sjukbårar, brancards, efter vilka brancardiers-kompanierna hade sitt namn.